# Bica de azeite

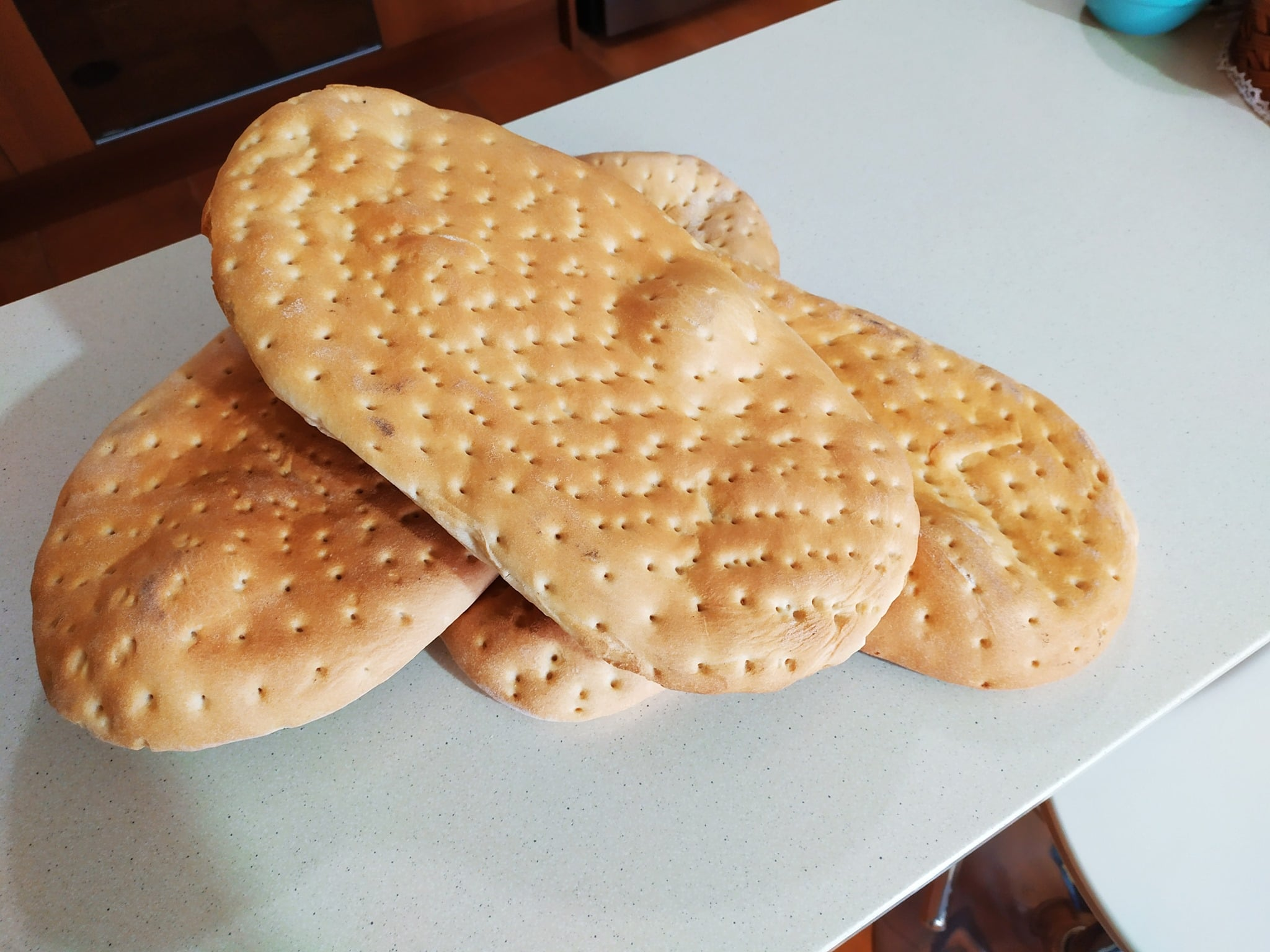
Bicas de Benquerença (Beira Baixa).

La bica de azeite, bica d'azeite o simplemente bica es un pan plano y alargado típico de la Beira Baixa, región del centro de Portugal. Contiene harina, agua, sal, azúcar, aceite de oliva y masa madre. Antiguamente era un pan de Pascua, pero hoy día se produce todo el año. Se cree que tiene un origen judío.
Desde 2005 se celebra cada septiembre en Monforte da Beira la Festa da Bica de Azeite. Aunque en esta región es muy típica la harina de centeno, la bica d'azeite se prepara exclusivamente con harina de trigo blanca. Antes de hornearse, la bica se pincha varias veces para garantizar una cocción homogénea. Se han documentado preparaciones de bicas que, para hornearse, se envuelven en hojas de col. A veces, la bica de aceite se espolvorea con azúcar y canela; o si no se desea dulce, otra forma común de comer la bica es con sardinas, conocida como bica de sardinha. Si se tuesta, el pan de bica d'azeite sirve como base para elaborar las tibornas.
Bica es el nombre genérico en portugués de Portugal para una serie de panes planos, equivalente a las «tortas» en el español de España. La bica d'azeite también es conocida como bica dos afilhados ('torta de los ahijados'), ya que era un típico regalo que los padrinos y madrinas hacían a sus ahijados por Pascua (mismo ritual que tiene la mona en la Pascua catalana). Otros productos de panadería portugueses típicos de esta época religiosa son los borrachões (con aguardiente) y el folar o afolar.